# Ulrich Wengenroth
Ulrich Wengenroth (* 17. Mai 1949 in Kölbingen; † 7. Januar 2025 in Bern) war ein deutscher Historiker und Hochschullehrer.

## Biografie
Wengenroth wurde im Oberwesterwaldkreis geboren. Sein Studium der Geschichte, Volkswirtschaft und des öffentlichen Rechts an den Universitäten Darmstadt, Frankfurt am Main und London schloss er 1982 mit einer Promotion in Geschichte mit dem Nebenfach Volkswirtschaft ab.
Er arbeitete an der TH Darmstadt als wissenschaftlicher Mitarbeiter von Akos Paulinyi, an dem Europäischen Hochschulinstitut in Florenz und (seit 1984) dem Institut für Europäische Geschichte in Mainz. 1989 wurde er auf eine ordentliche Professur für Geschichte der Technik an die Technische Universität München berufen. Er forschte und lehrte bis 2014 am Zentralinstitut für Geschichte der Technik.
Wengenroth war Mitglied der Historischen Kommission bei der Bayerischen Akademie der Wissenschaften, der Royal Norwegian Society of Sciences and Letters – Humanistic Class und der Deutschen Akademie der Technikwissenschaften (acatech).

## Forschungsschwerpunkte
Sein Forschungsschwerpunkt war die Technikgeschichte.  1982 promovierte er in Darmstadt mit einer Arbeit über Unternehmensstrategien der deutschen und der britischen Stahlindustrie. Im Rahmen des von der Stiftung Volkswagenwerk geförderten Forschungsprojektes „Technische Entwicklung und sozialer Wandel. Die Einführung und Verbreitung elektromotorischer Antriebe in Industrie und Handwerk 1890-1930“ befasste er sich mit Motoren für den Kleinbetrieb. „Die Herausbildung der industriellen Welt“ war programmatisches Thema, wenn er sich im Detail mit Eisen, Stahl und Buntmetalle, Elektroenergie oder Informationsübermittlung und Informationsverarbeitung befasste.
2015 legte er sein frei zugängliches E-Buch Technik der Moderne in der Version 1.0 vor.

## Auszeichnungen
- 1993/94 Visiting Fellowship des All Souls College, Oxford
- 1982 Rudolf-Kellermann-Preis für Unternehmensstrategien und technischer Fortschritt. Die deutsche und britische Stahlindustrie 1865–1895

## Schriften (Auswahl)
- (Mit-Hrsg.) Wissensproduktion und Wissenstransfer. Wissen im Spannungsfeld von Wissenschaft, Politik und Öffentlichkeit. Berlin-Brandenburgische Akademie der Wissenschaften, Berlin 2010. ISBN 978-3-89942-834-6. (Online edoc.bbaw.de PDF 27.842 KB)
- (Hrsg.) Grenzen des Wissens – Wissen um Grenzen. Velbrück Wissenschaft, Weilerswist 2012.
- The German chemical industry after World War II. In: Louis Galambos, Takashi Hikino, Vera Zamagni (Hrsg.): The global chemical industry in the age of the petrochemical revolution. Cambridge University Press, New York 2007, S. 141–167.
- Gute Gründe. Technisierung und Konsumentscheidungen. In: Technikgeschichte 71 (2004) H. 1, S. 3–18. Online PDF
- Science, Technology, and Industry. In: David Cahan (Hrsg.): From Natural Philosophy to the Sciences. Writing the History of Nineteenth-Century Science. Chicago 2003, S. 221–253.
- The rise and fall of state-owned enterprise in Germany. In: Pier Angelo Toninelli (Hrsg.): The rise and fall of state-owned enterprise in the Western World. Cambridge Univ. Press, Cambridge 2000, S. 103–127.
- The resistible decline of the heavy industries of Germany and France, 1920–1990. In: Karen R. Merrill (Hrsg.): The modern worlds of business and industry – cultures, technology, labor. Turnhout 1998, S. 63–76.
- Deutsche Wirtschafts- und Technikgeschichte seit dem 16. Jahrhundert. In: Martin Vogt (Hrsg.): Deutsche Geschichte. 4. Aufl., Stuttgart 1997, S. 297–396.
- Technischer Fortschritt, Deindustrialisierung und Konsum. Eine Herausforderung für die Technikgeschichte. In: Technikgeschichte 65 (1997) H. 1, S. 1–18.
- (Hrsg.) Technik und Wirtschaft. VDI-Verlag, Düsseldorf 1993. {= Technik und Kultur. Bd. 8). ISBN 3-18-400868-1. Inhaltsverzeichnis d-nb.info PDF.
- (Hrsg.) Technische Universität München. Annäherungen an ihre Geschichte. München 1993.
- (Hrsg.) Prekäre Selbständigkeit. Zur Standortbestimmung von Handwerk, Hausindustrie und Kleingewerbe im Industrialisierungsprozess. Steiner, Stuttgart 1989. (= Institut für Europäische Geschichte: Veröffentlichungen des Instituts für Europäische Geschichte Mainz / Supplement. 31). ISBN 3-515-05161-9. Inhaltsverzeichnis d-nb.info PDF.
- Deutsche Wirtschafts- und Technikgeschichte im 19. und 20. Jahrhundert. In: Martin Vogt (Hrsg.): Deutsche Geschichte. Begründet von Peter Rassow. Vollständig neu bearbeitete und illustrierte Ausgabe. J.B. Metzlersche Verlagsbuchhandlung, Stuttgart 1987, S. 298–348. ISBN 3-476-00469-4.
- Unternehmensstrategien und technischer Fortschritt. Die deutsche und die britische Stahlindustrie 1865–1895 (= Veröffentlichungen des Deutschen Historischen Instituts London. Bd. 17). Vandenhoeck & Ruprecht, Göttingen 1986. ISBN 3-525-36302-8; engl. 1994. ISBN 0-521-38425-7.